# Gundulf di Rochester
Gundulf di Rochester, riportato anche come Gundulph (1024 circa – 7 marzo 1108), è stato un vescovo cattolico e ingegnere normanno.
Venne in Inghilterra dopo la Conquista, fu nominato vescovo di Rochester e priore del Priorato della Cattedrale. Costruì diversi castelli, tra cui Rochester, Colchester e la White Tower della Torre di Londra e il Priorato e la Cattedrale di Rochester.

## Biografia
Gundulf era un monaco dell'abbazia di Bec in Normandia ed era amico, allievo e anche ciambellano di Lanfranc. Era un monaco di St. Etienne a Caen ancor prima di recarsi in Inghilterra nel 1070, come uno dei numerosi ecclesiastici di Bec e St Etienne. Fu uno degli uomini più importanti tra quelli scelti da Lanfranc per aiutarlo nella riorganizzazione del monachesimo inglese, come Lanfranc era stato incaricato di fare, in seguito alla sua nomina a arcivescovo di Canterbury da parte del re Guglielmo I.
Nel 1075, su iniziativa di Lanfranc, il re William I accettò la nomina di Gundulf come vescovo di Rochester e Gundulf fu consacrato il 19 marzo 1077. All'inizio di quell'anno Lanfranc aveva recuperato gran parte delle terre un tempo appartenenti alla chiesa di Sant'Andrea a Rochester dal fratellastro del re Odo e quando Gundulf fu conquistato, Lanfranc donò gran parte di questa proprietà alla chiesa. Questo reddito restaurato ha permesso a Gundulf di iniziare i lavori di ricostruzione dell'edificio quasi abbandonato della chiesa nel 1080.

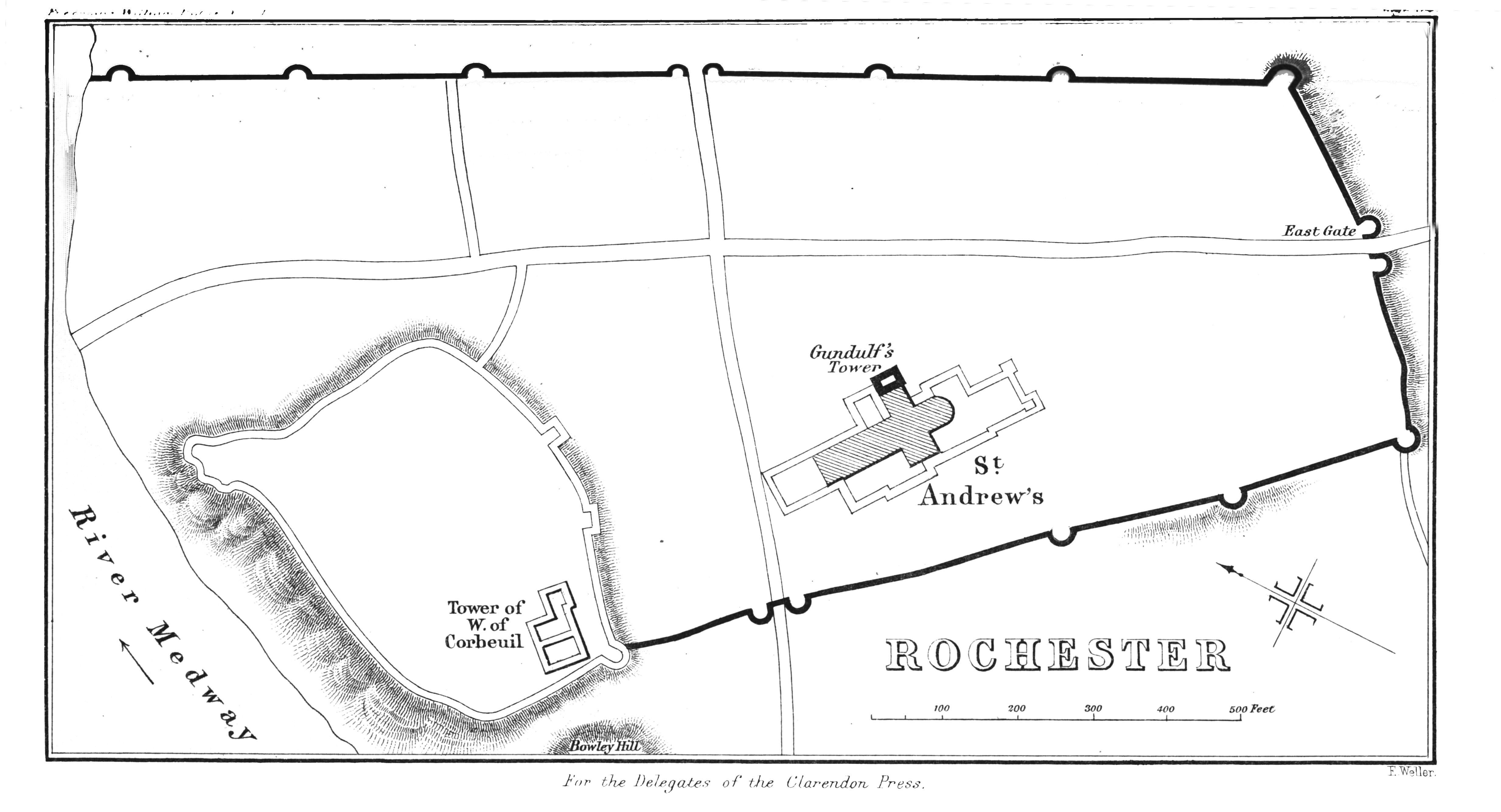
Mappa di Rochester medievale, che mostra la torre che Gundulf costruì. Da The Reign of William Rufusdi EA Freeman del 1882

Nel 1078 re William usò l'abilità di Gundulf nella costruzione della Torre Bianca: il mastio della Torre di Londra, fu descritto come "competente e abile nel costruire in pietra ed era il principale sorvegliante e geometra della Torre Bianca di Londra"; anche il castello di Colchester che fu iniziato intorno al 1080. Colchester è attribuito a Gundulf sulla base della somiglianza di piano e design con la Torre Bianca. Nel 1080 fu responsabile della Torre di San Leonardo, che divenne la torre della cella monastica di San Leonardo, appartenente all'Abbazia di Malling. Intorno al 1092 Gundulf fondò l'abbazia di St Mary's, a West Malling, nel Kent, per monache benedettine. Fu anche responsabile della fondazione dell'Ospedale di San Bartolomeo, Rochester, la cui cappella è originale e ancora esistente.
Nel 1083 fu fondato il Priorato della Cattedrale di Sant'Andrea Apostolo a Rochester con Gundulf come Priore. Acquistò personalmente una grande quantità di proprietà per la sua casa e acquisì anche altre proprietà poiché il Priorato trovò un continuo favore con i re normanni. Insieme all'arcivescovo Lanfranc iniziò la costruzione degli edifici del monastero e continuò i lavori sulla chiesa. Più tardi Gundulf ebbe le reliquie di San Paolino, un precedente vescovo di Rochester, ospitato in un santuario d'argento nella chiesa. Al momento della morte di Gundulf, il 7 marzo 1108 la navata e il fronte occidentale della chiesa erano stati completati.

## Ingegneri del re e il corpo degli ingegneri reali
Il talento del vescovo Gundulf per l'architettura era stato individuato dal re Guglielmo I e fu messo a frutto a Rochester dove fu mandato come vescovo. Quasi immediatamente il re lo nominò responsabile della costruzione della Torre Bianca, ora parte della Torre di Londra nel 1078. Sotto William Rufus intraprese anche lavori di costruzione sul castello di Rochester. Avendo servito tre re d'Inghilterra e guadagnato "il favore di allora tutti". Gundulf è accettato come primo ingegnere del re. Gundulf morì nel 1108 e la sua statua adorna la porta ovest della Cattedrale di Rochester.
Per il suo talento ingegneristico "militare", il vescovo Gundulf è considerato il "padre del Corpo degli Ingegneri Reali", ingegneri militari dell'esercito britannico. Il Corpo afferma che una linea di "Ingegneri del Re" ha preceduto gli ingegneri del Consiglio di Ordnance nel 1414 e la fondazione formale del corpo nel 1716 fino a Gundulf di Rochester. Questa eredità condivisa e la vicinanza alla cattedrale della Royal School of Military Engineering di Brompton fanno sì che il Corpo degli Ingegneri reali e la Cattedrale di Rochester mantengano forti legami con questo giorno.

## Genealogia episcopale
La genealogia episcopale è:
- Arcivescovo Robert di Jumièges
- Vescovo Guglielmo il Normanno
- Arcivescovo Lanfranco di Canterbury
- Vescovo Gundulf di Rochester

## Galleria di opere architettoniche

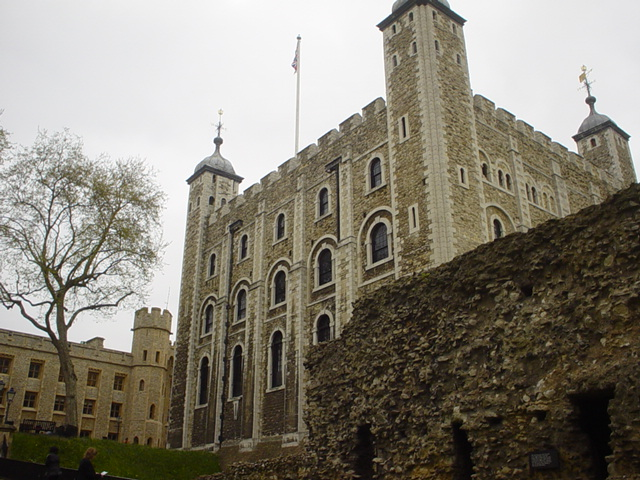
Torre Bianca, Torre di Londra
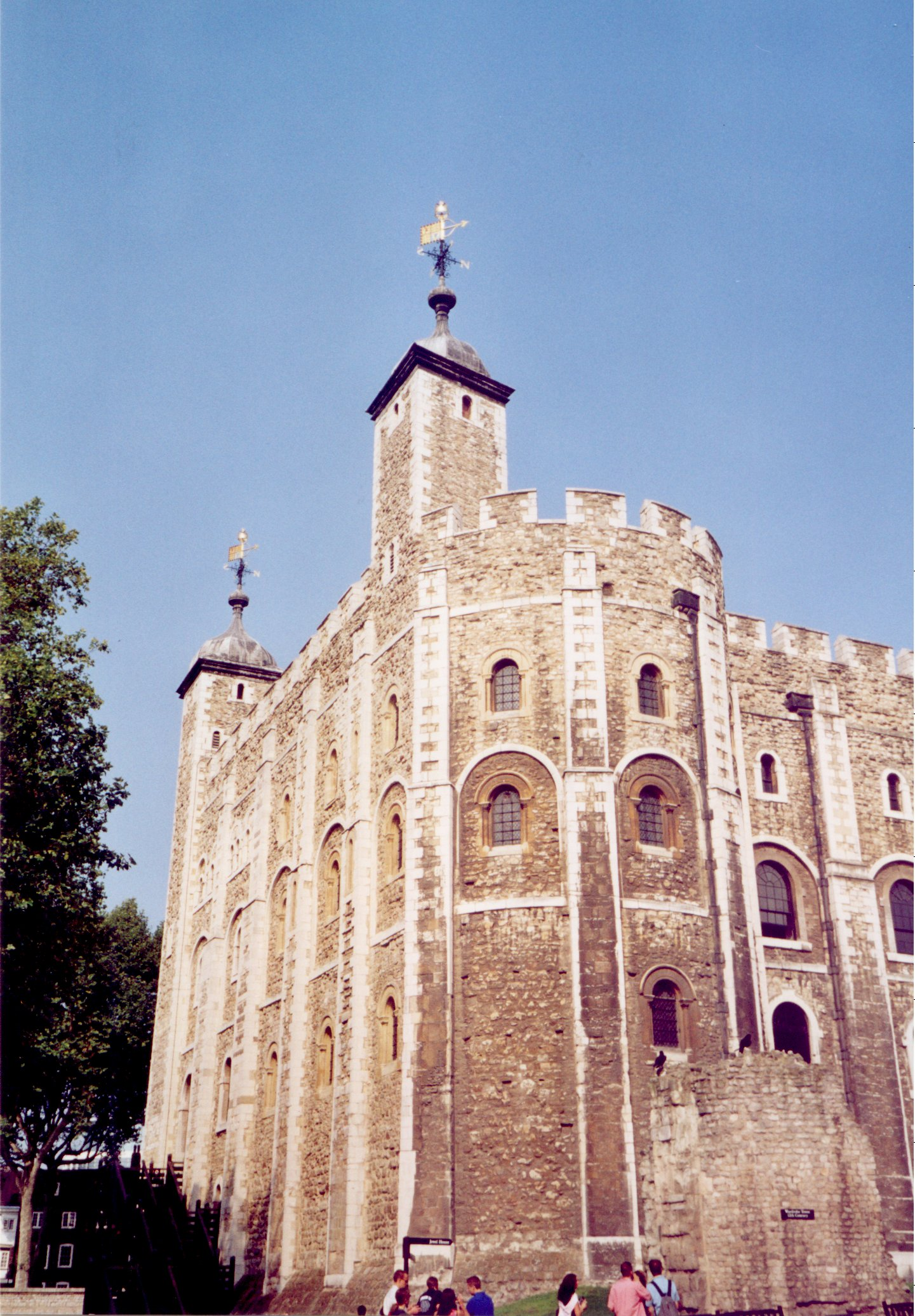
White Tower, Torre di Londra, che mostra l'abside della cappella
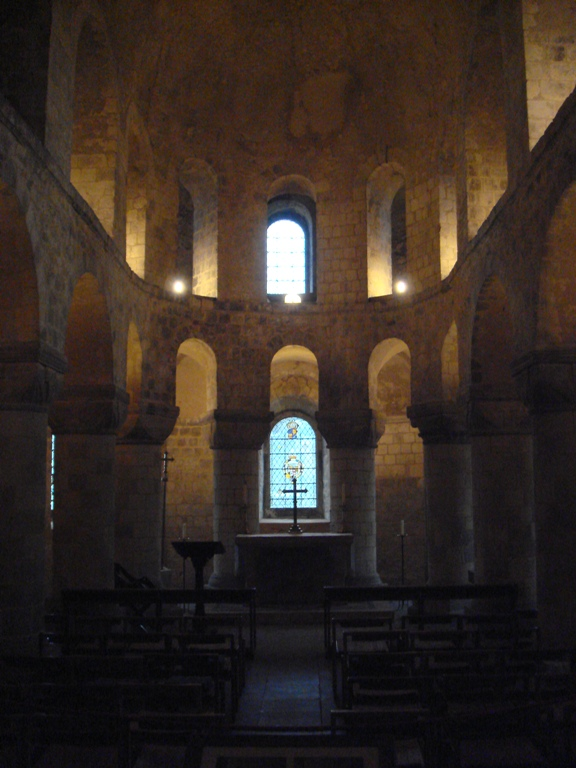
Cappella di San Giovanni, Torre Bianca, Torre di Londra
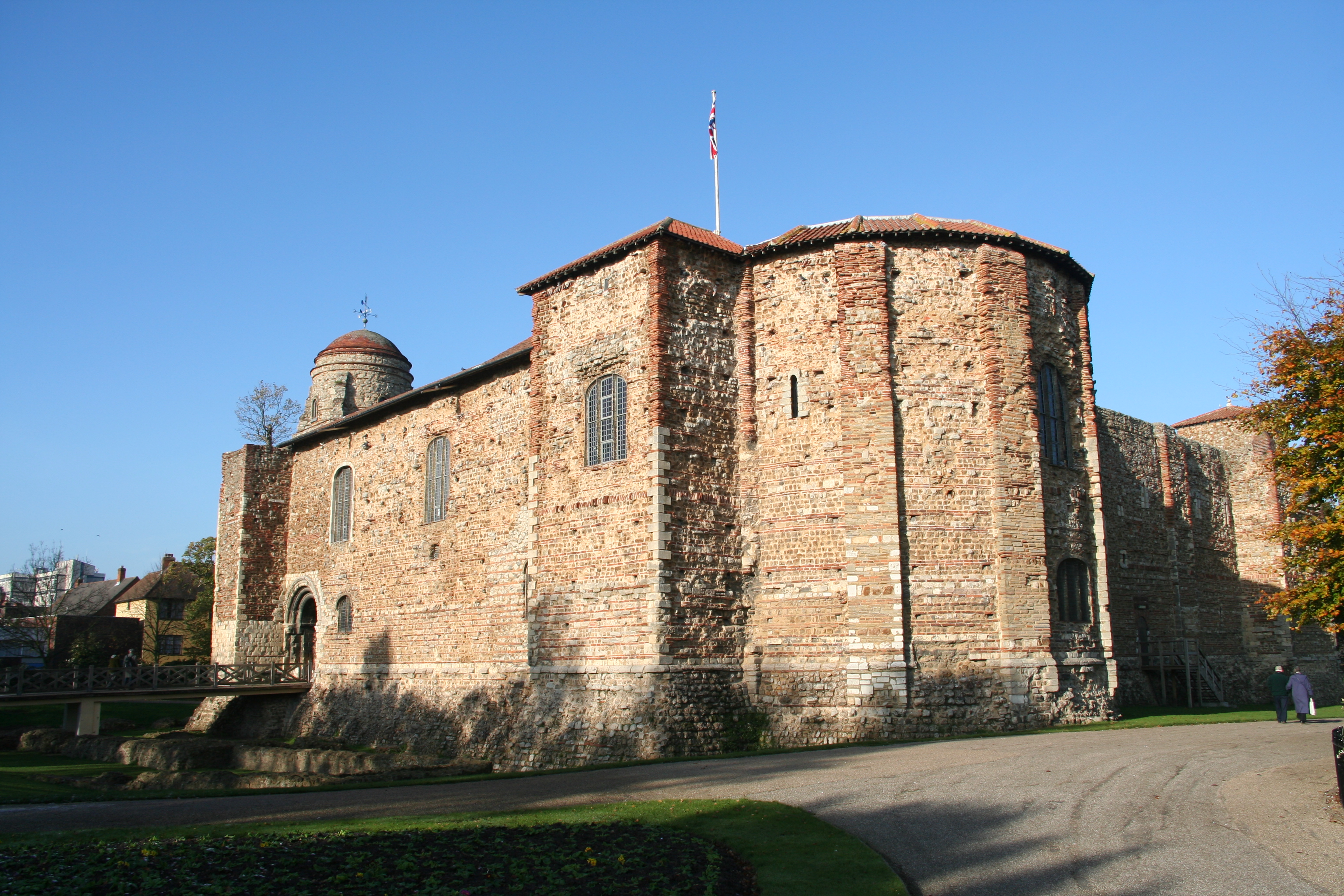
Colchester Castle, che mostra l'abside della cappella, i due piani superiori furono demoliti nel 18º secolo
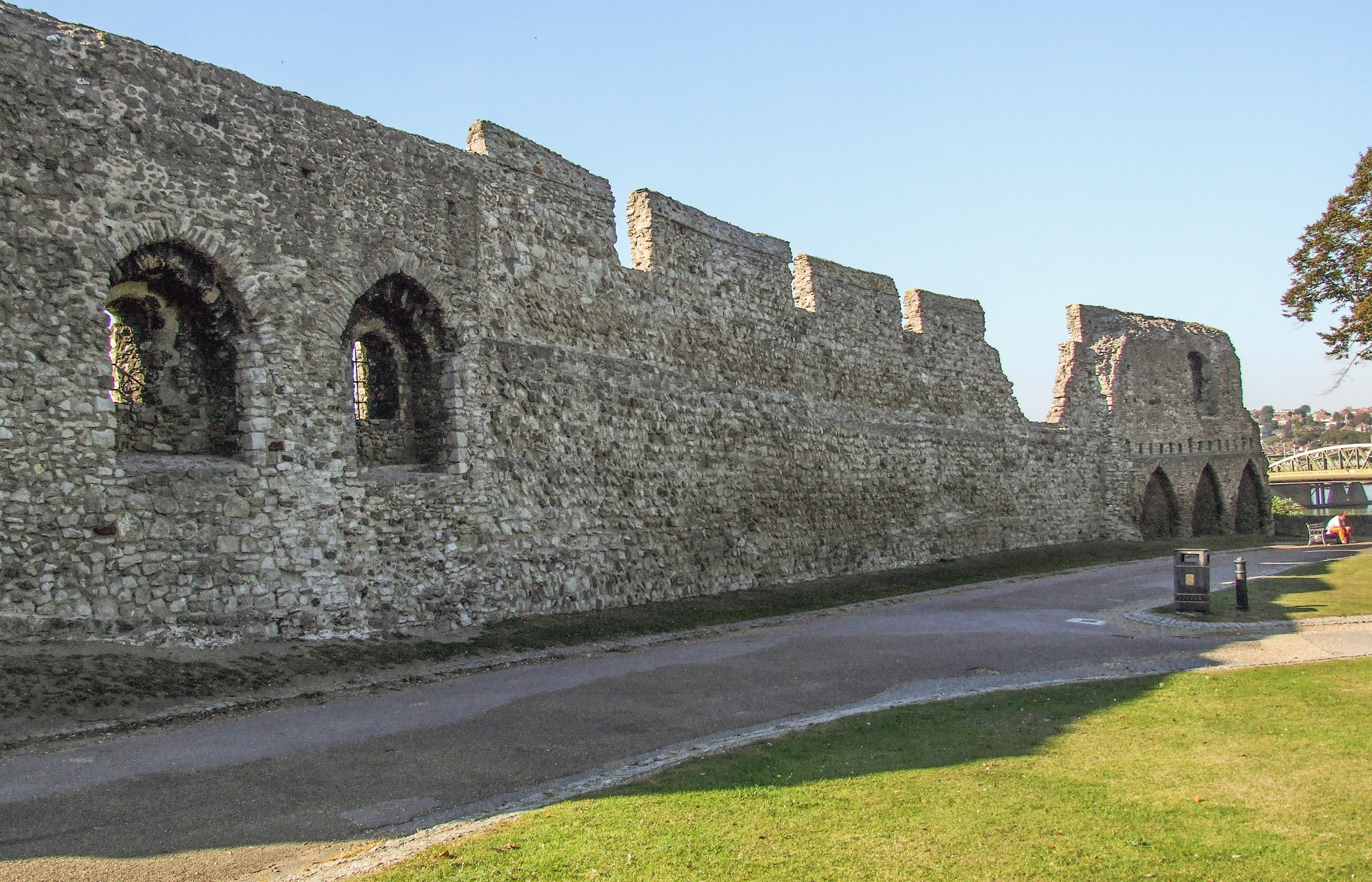
Le vestigia del lavoro di Gundulf al castello di Rochester
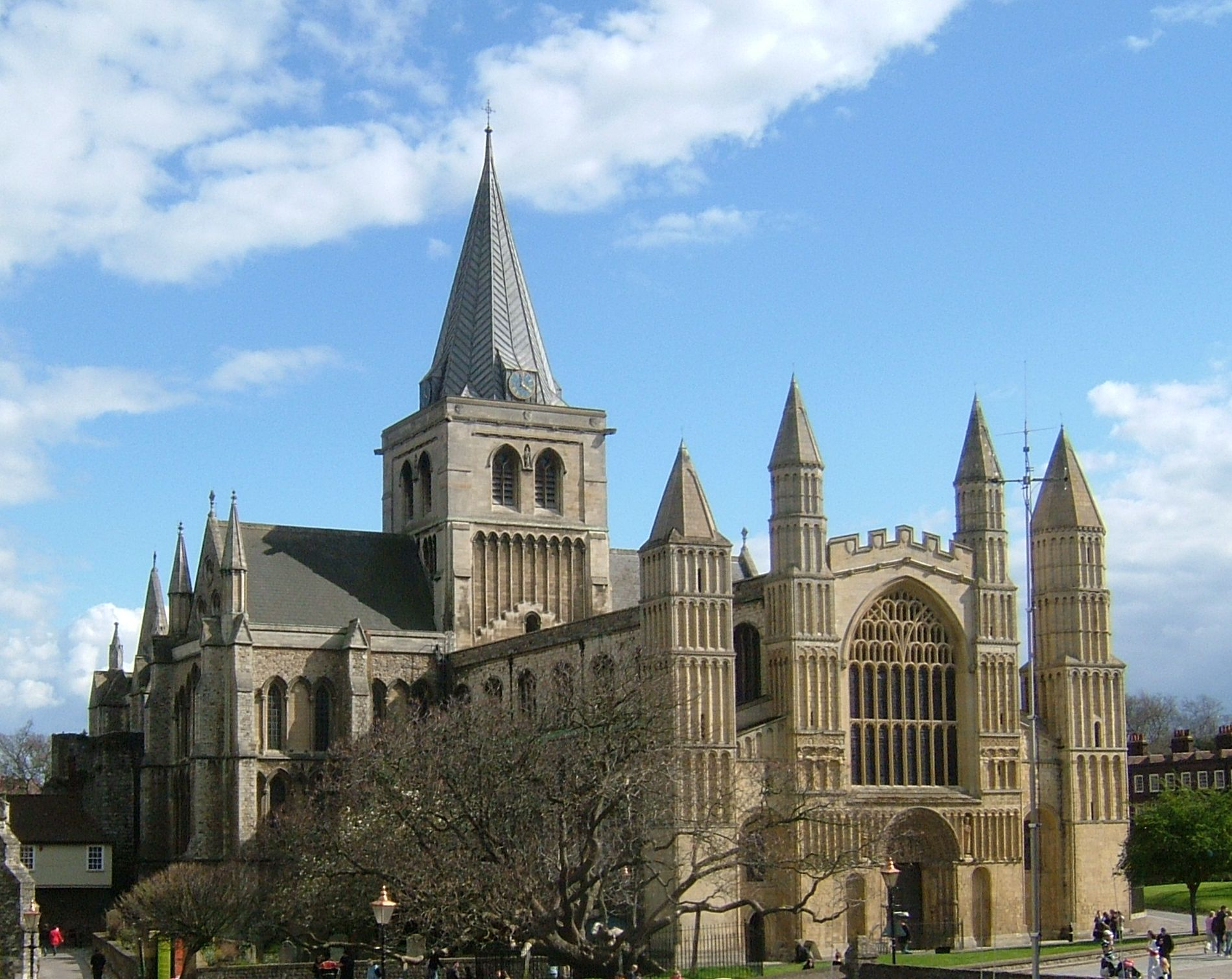
Cattedrale di Rochester
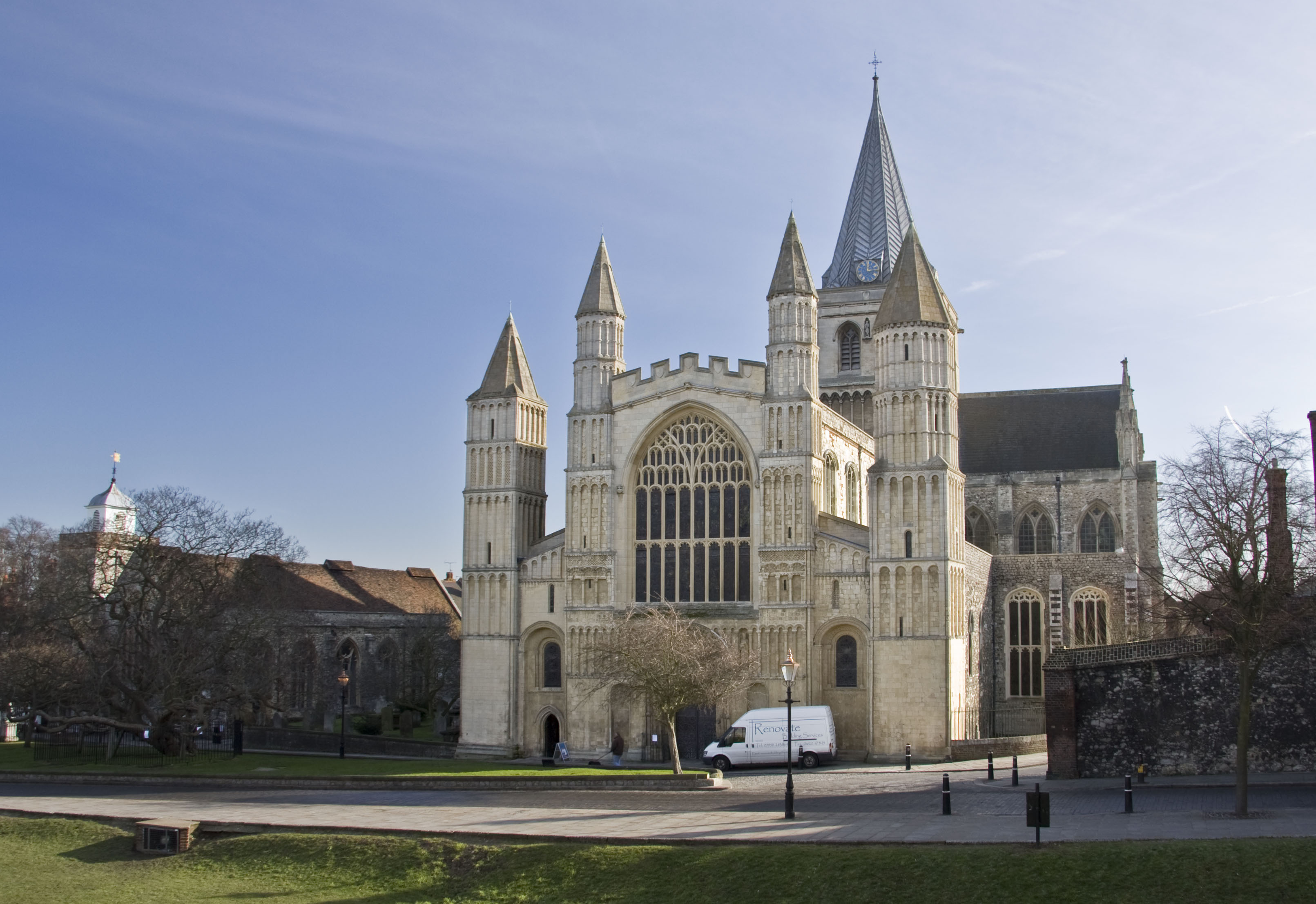
Cattedrale di Rochester dal castello
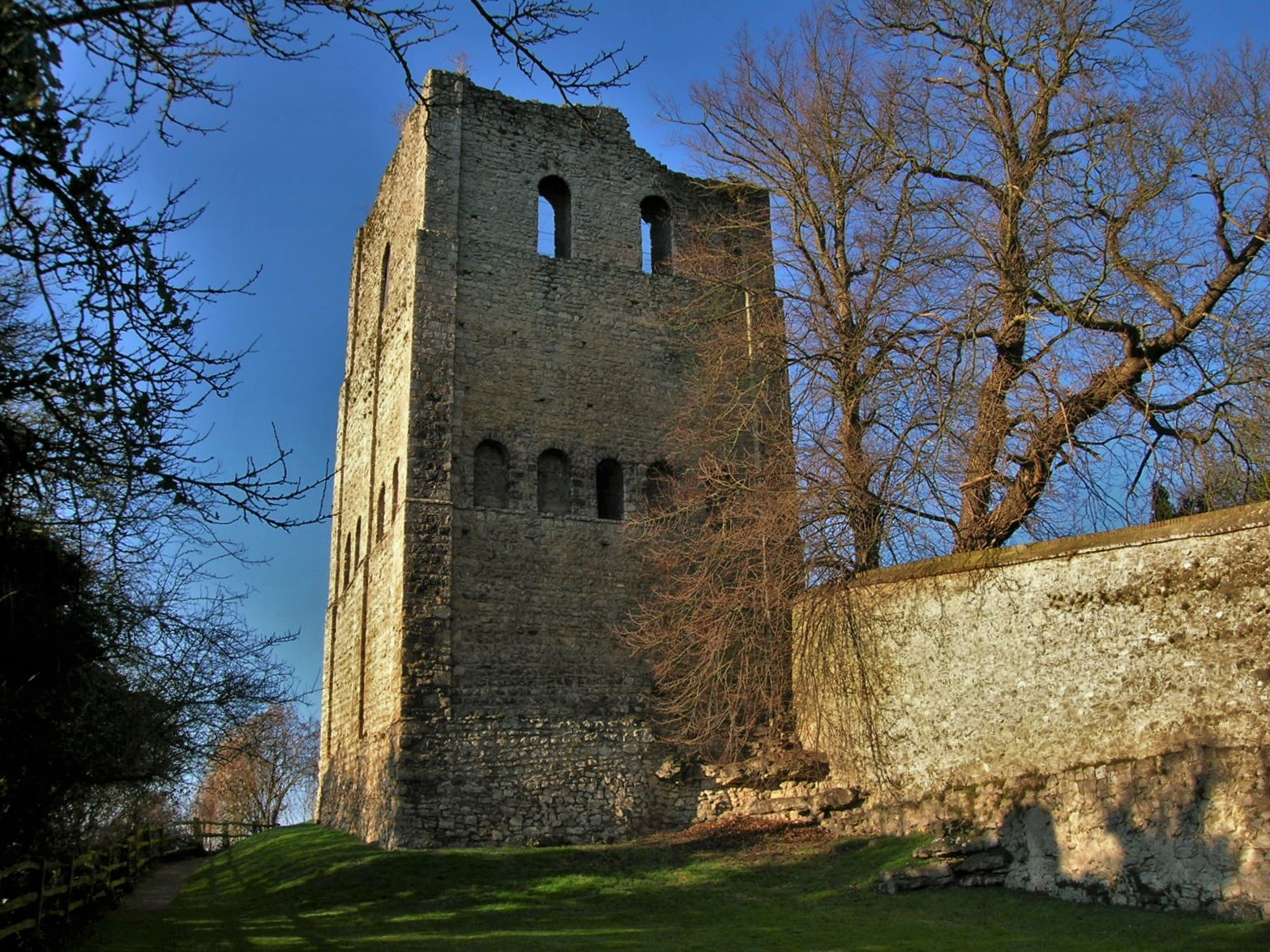
St Leonard's Tower, West Malling